# Гаџо дило (филм)
Гаџо дило (енгл. Gadjo dilo) је француско-румунски филм из 1997. године који је режирао и написао Тони Гатлиф. Већина филма снимљенo је у Матасару, неколико километара од Букурешта, а неки од глумаца су локални Роми.

## Радња
Стефан, млади Француз из Париза, путује у Румунију. Тражи певачицу Нору Луку, са којом се његов отац чуо пре смрти. Лутајући, срео је Изидорa којем је покушаo рећи за Нору Луку, али oн чује само неколико ромских речи и одводи Стефана у своје село, решен да научи дечака ромском језику. Стефан верује да ће га Изидор одвести код Норе Луке када дође време, па неколико месеци живи у ромском селу, у Изидоровој кући, јер је његов син Адријан ухапшен. Изидор је срећан што га има као госта, зове га „својим Французом" и поправља му ципеле. Други Роми у почетку не воле Стефана, вређају га на свом језику и сматрају да је лудак. Наводе га да несвесно изговара непристојне речи, па чак и да улази у шатор у коме се купају жене. Стефан их постепено осваја показујући поштовање према њиховој музици и култури. Једина особа у селу која говори, бар мало, француски језик је млада Сабина, разведена ромска плесачица која је у почетку била непријатељски настројена према њему, али на крају се повежу кроз путовања по селу, на на којима снимију традиционалну ромску музику.
Једног дана, Адријан се враћа, након више месеци затвора. Село се радује, али мушкарци ће ускоро морати да напусте глуму. Андријан одлази у локални бар, где убија човека, ког оптужује да је одговоран за његово затварање. Бежи, али на крају га стижу и убијају, спаливши село до темеља.
Стефан напушта село и одлази на исто место где почиње филм. Тужан, уништава све што је снимио током путовања са Сабином. Када се враћа у аутомобил, примећује је на задњем седишту, срећан.

## Улоге
| Глумац           | Улога           |
| ---------------- | --------------- |
| Ромен Дирис      | Стефан          |
| Рона Хартнер     | Сабина          |
| Изидор Сербан    | Изидор          |
| Овидиу Балан     | Сами            |
| Анђела Сербан    | Анђела          |
| Адријан Минун    | Стив Цигоноф    |
| Мили Цигоноф     | Мили Цигоноф    |
| Френки Вилијамс  | Френки Вилијамс |
| Џорџ Николас     | Џорџ Николас    |
| Катерина Рибрака | Патрисија       |
| Тимотеј Филипс   | Школски учитељ  |
| Лаклан Јангс     | Школски новинар |

## Тема
Предрасуде и расизам главна су тема филма, као и Роми који су често оптужени за бројне злочине и демонизирани од стране странаца. У почетку се плаше Стефана, оптужују га на исти начин на који их сами локални Роми оптужују, плашећи се да ће их покрасти или киднаповати им децу (оба су расистичка стереотипа лажно повезана са Ромима). У почетку се њихови страхови чине апсурдним, али постаје јасно да су то предрасуде које Роми морају подносити сваког дана.
Музика има још једну главну улогу у филму. Стефан не може да комуницира са Ромима без помоћи, а ни они са њим, али његова страст према њиховој музици надокнађује недостатак комуникације и помаже у превазилажењу њихових предрасуда.

## Признања
- Међународни филмски фестивал у Лоцарну 1997. године: Награда за најбољи филм
- Награда за најбољу оригиналну музику 1999.
- Филмски фестивал у Солуну, 1998. године: Награда за најбољи филм